# Bathyclupea
Els arengs d'aigües profundes del gènere Bathyclupea són un petit grup de peixos marins, l'únic gènere de la família Bathyclupeidae inclosa en l'ordre Perciformes. Són peixos de mars tropicals que viuen a grans profunditats (300 a 800 m), distribuïts pel Golf de Mèxic, oceà Índic i oest del Pacífic.

## Taxonomia
Dins de la família existeix un únic gènere amb tan sols 7 espècies actuals: 
- Bathyclupea argentea Goode i T. H. Bean, 1896
- Bathyclupea elongata Trunov, 1975
- Bathyclupea gracilis Fowler, 1938 (Slender deepsea herring)
- Bathyclupea hoskynii Alcock, 1891
- Bathyclupea malayana M. C. W. Weber, 1913
- Bathyclupea megaceps Fowler, 1938
- Bathyclupea schroederi Dick, 1962